# Stefano di Giovanni

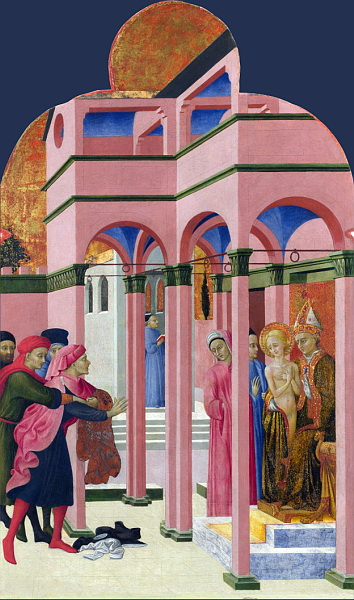
Sint Franciscus verloochent zijn vader (1437-44). Deel van een altaarstuk in Chantilly

Stefano di Giovanni Sasseta, beter bekend als Il Sassetta, (Siena, 1392 – 1450 of 1451) was een Italiaanse kunstschilder. Hij wordt ook Stefano di Giovanni, Stefano di Giovanni da Cortona, Stefano di Giovanni d'Asciano en Stefano di Giovanni di Consolo genoemd.

## Biografie
Il Sassetta is vermoedelijk in Siena geboren, maar er wordt ook over gespeculeerd of Cortona niet de geboorteplaats zou zijn. Hij wordt voor het eerst vermeld in Siena in 1423. Vermoedelijk liep hij school bij Paolo di Giovanni Fei. Hij was de leraar van Sano di Pietro, Lorenzo di Pietro Vecchietta en Neroccio di Bartolomeo di Benedetto de' Landi.
Hij werd beïnvloed door Barna da Siena, Ambrogio Lorenzetti en Simone Martini.

## Werken
- De ontmoeting van de heiligen Antonius en Paulus, circa 1440, tempera op paneel, National Gallery of Art, Washington
- Het visioen van Thomas van Aquino, 1423, Vaticaanse Pinacotheek
- De heilige Thomas krijgt inspiratie door de duif van de Heilige Geest, tempera op paneel, Museum of Fine Arts, Boedapest
- La Madonna della neve (De Madonna in de sneeuw), 1432, Galleria degli Uffizi, Florence

- Bibliothèque nationale de France: cb14030909x (data)
- Catàleg d'autoritats de noms i títols de Catalunya: 981058509954006706
- Gemeinsame Normdatei: 118794620
- International Standard Name Identifier: 0000 0001 0259 8382
- Library of Congress Control Number: n86838484
- National Gallery of Victoria: 1223
- Nationale Bibliotheek van Tsjechië: mzk2005279413
- Nationale bibliotheek van Australië: 35896368
- Nationale Bibliotheek van Israël: 987007267545405171
- Nederlandse Thesaurus van Auteursnamen: 075120771
- RKD-Nederlands Instituut voor Kunstgeschiedenis: 69820
- Istituto Centrale per il Catalogo Unico: CFIV018734
- SNAC: w69s2bnz
- Système universitaire de documentation: 030166896
- Trove: 1136068
- Union List of Artist Names: 500021319
- Virtual International Authority File: 44499521
- WorldCat: E39PBJjxybBQwpmvDjtp34cQMP